# Sphingonotus personatus
Sphingonotus personatus är en insektsart som beskrevs av Zanon 1926. Sphingonotus personatus ingår i släktet Sphingonotus och familjen gräshoppor. Inga underarter finns listade i Catalogue of Life.